# Andrews (Flórida)
Andrews é uma Região censo-designada localizada no estado americano de Flórida, no Condado de Levy.

## Demografia
Segundo o censo americano de 2000, a sua população era de 708 habitantes.

## Geografia
De acordo com o United States Census Bureau tem uma área de 17,7 km², dos quais 17,7 km² cobertos por terra e 0,0 km² cobertos por água.

## Localidades na vizinhança
O diagrama seguinte representa as localidades num raio de 32 km ao redor de Andrews. 